# Jean Désiré Razafinirina
Jean Désiré Razafinirina (ur. 5 maja 1975 w Manombo) – madagaskarski duchowny katolicki, biskup diecezjalny Morombe od 2024. 

## Życiorys

### Prezbiterat
Święcenia kapłańskie otrzymał 10 sierpnia 2003 i został inkardynowany do archidiecezji Toliara. Przez dziesięć lat pracował jako duszpasterz parafialny. W 2013 podjął pracę jako wychowawca w seminarium w Vohitsoa, a w 2017 został rektorem tej uczelni.

### Episkopat
12 lutego 2024 papież Franciszek mianował go biskupem diecezjalnym Morombe.
14 kwietnia 2024 otrzymał święcenia biskupie w Katedrze w Morombe. Udzielił mu ich biskup Mahajanga Zygmunt Robaszkiewicz. 